# Norrey-en-Auge
Norrey-en-Auge est une commune française, située dans le département du Calvados en région Normandie, peuplée de 95 habitants.

## Géographie
| Barou-en-Auge                | Barou-en-Auge, Vaudeloges | Vaudeloges, L'Oudon (commune associée de Grandmesnil) |
| Morteaux-Coulibœuf, Beaumais | Norrey-en-Auge            | L'Oudon (commune associée de Grandmesnil)             |
| Beaumais                     | Les Moutiers-en-Auge      | Les Moutiers-en-Auge                                  |

### Hydrographie
La commune est située dans le bassin Seine-Normandie. Elle est drainée par le ruisseau des Ruaux, le fossé 03 des Grands Champs et le fossé 01 des Bernouis,,.

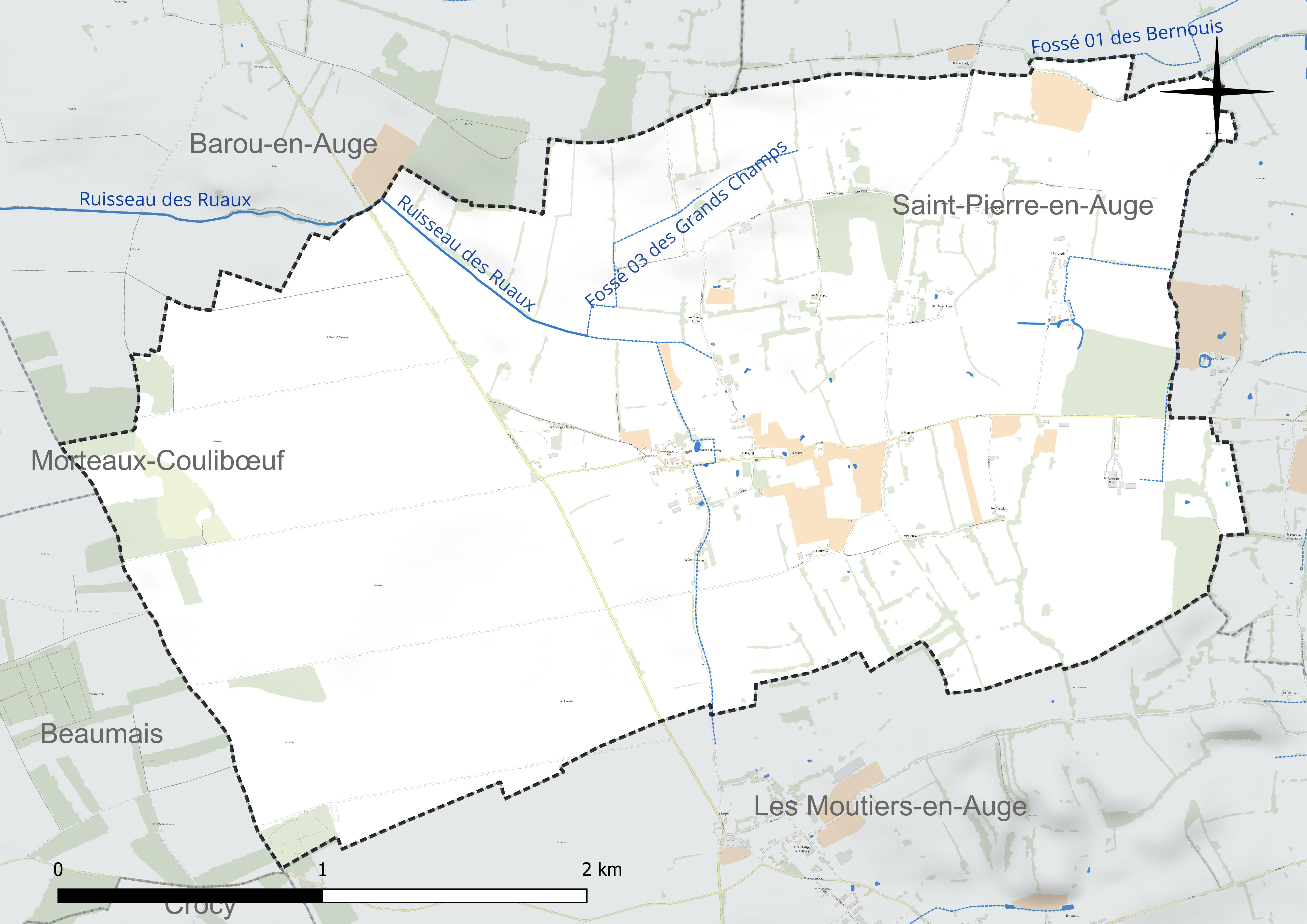
Réseau hydrographique de Norrey-en-Auge.

### Climat
Pour des articles plus généraux, voir Climat de la Normandie et Climat du Calvados.
En 2010, le climat de la commune est de type climat océanique altéré, selon une étude du CNRS s'appuyant sur une série de données couvrant la période 1971-2000. En 2020, Météo-France publie une typologie des climats de la France métropolitaine dans laquelle la commune est exposée à un climat océanique et est dans la région climatique  Normandie (Cotentin, Orne), caractérisée par une pluviométrie relativement élevée (850 mm/a) et un été frais (15,5 °C) et venté. Parallèlement le GIEC normand, un groupe régional d'experts sur le climat, différencie quant à lui, dans une étude de 2020, trois grands types de climats pour la région Normandie, nuancés à une échelle plus fine par les facteurs géographiques locaux. La commune est, selon ce zonage, exposée à un « climat des plateaux abrités », correspondant à la plaine agricole de Caen à Falaise, sous le vent des collines de Normandie et proche de la mer, se caractérisant par une pluviométrie et des contraintes thermiques modérées.
Pour la période 1971-2000, la température annuelle moyenne est de 10,5 °C, avec une amplitude thermique annuelle de 13 °C. Le cumul annuel moyen de précipitations est de 729 mm, avec 12 jours de précipitations en janvier et 7,4 jours en juillet. Pour la période 1991-2020, la température moyenne annuelle observée sur la station météorologique la plus proche, située sur la commune de Damblainville à 7 km à vol d'oiseau, est de 11,6 °C et le cumul annuel moyen de précipitations est de 716,8 mm,. Pour l'avenir, les paramètres climatiques de la commune estimés pour 2050 selon différents scénarios d'émission de gaz à effet de serre sont consultables sur un site dédié publié par Météo-France en novembre 2022.

## Urbanisme

### Typologie
Au 1er janvier 2024, Norrey-en-Auge est catégorisée commune rurale à habitat dispersé, selon la nouvelle grille communale de densité à 7 niveaux définie par l'Insee en 2022. Elle est située hors unité urbaine et hors attraction des villes,.

### Occupation des sols
L'occupation des sols de la commune, telle qu'elle ressort de la base de données européenne d'occupation biophysique des sols Corine Land Cover (CLC), est marquée par l'importance des territoires agricoles (97,7 % en 2018), une proportion identique à celle de 1990 (97,7 %). La répartition détaillée en 2018 est la suivante : terres arables (54,3 %), prairies (40,1 %), zones agricoles hétérogènes (3,3 %), forêts (2,3 %). L'évolution de l'occupation des sols de la commune et de ses infrastructures peut être observée sur les différentes représentations cartographiques du territoire : la carte de Cassini (XVIIIe siècle), la carte d'état-major (1820-1866) et les cartes ou photos aériennes de l'IGN pour la période actuelle (1950 à aujourd'hui).

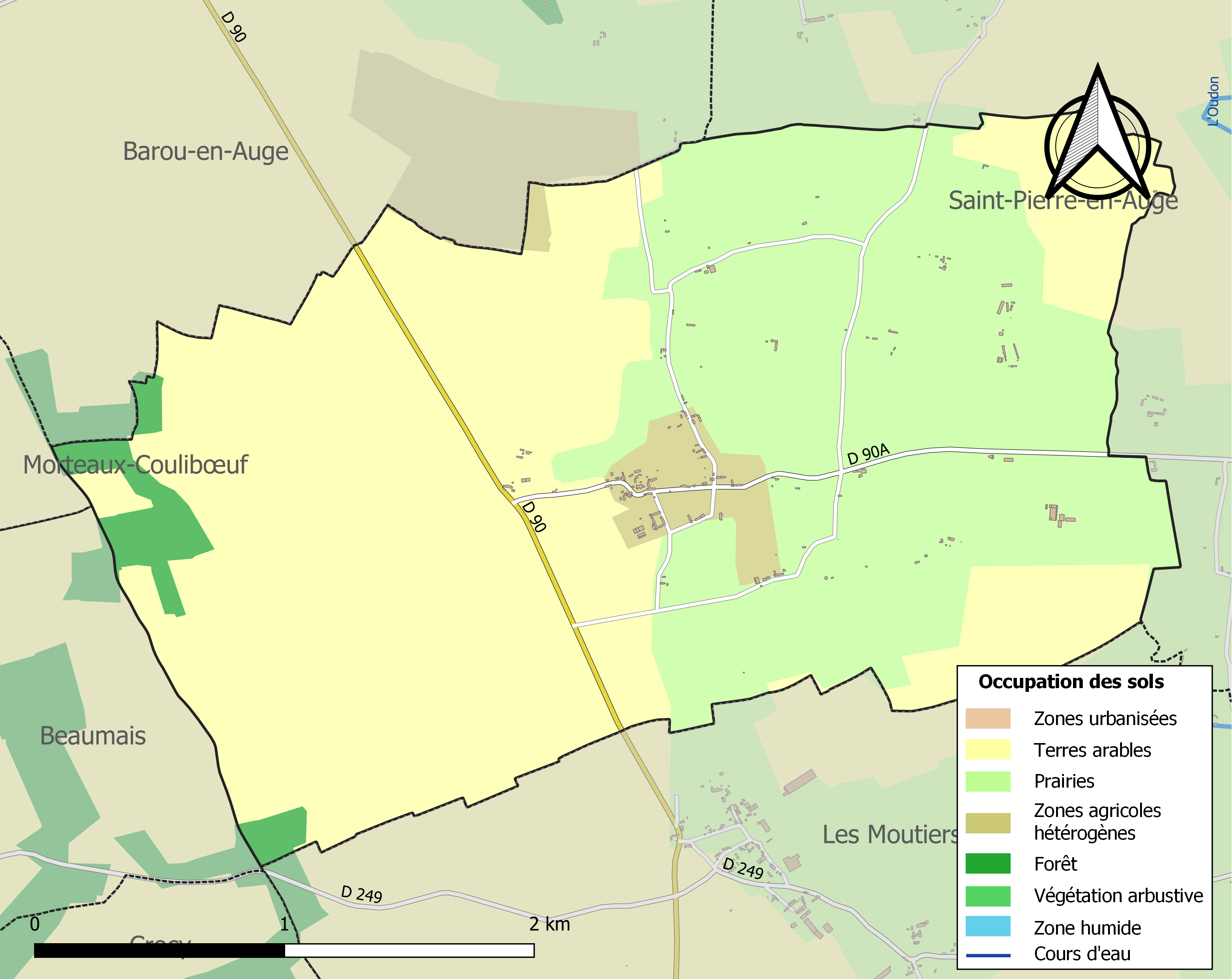
Carte des infrastructures et de l'occupation des sols de la commune en 2018 (CLC).

## Toponymie
Le nom de la localité est attesté sous les formes Nuceretum au XIe siècle, Nuereto en 1050.
Ce toponyme serait issu du latin nucarium/nucarius, « noyer », indiquant ainsi la présence de cet arbre,.
Le locatif en-Auge a été ajouté en 1887.

## Politique et administration
| Période                                  | Période   | Identité      | Étiquette | Qualité     |
| ---------------------------------------- | --------- | ------------- | --------- | ----------- |
| 1973                                     | mars 2014 | Jean Chatel   | SE        | Agriculteur |
| mars 2014                                | En cours  | Michaël Oriot | SE        |             |
| Les données manquantes sont à compléter. |           |               |           |             |

Le conseil municipal est composé de sept membres dont le maire et deux adjoints.

## Démographie
L'évolution du nombre d'habitants est connue à travers les recensements de la population effectués dans la commune depuis 1793. Pour les communes de moins de 10 000 habitants, une enquête de recensement portant sur toute la population est réalisée tous les cinq ans, les populations de référence des années intermédiaires étant quant à elles estimées par interpolation ou extrapolation. Pour la commune, le premier recensement exhaustif entrant dans le cadre du nouveau dispositif a été réalisé en 2006.
En 2022, la commune comptait 95 habitants, en évolution de +2,15 % par rapport à 2016 (Calvados : +1,58 %, France hors Mayotte : +2,11 %).
Norrey a compté jusqu'à 395 habitants en 1806.
| 1793 | 1800 | 1806 | 1821 | 1831 | 1836 | 1841 | 1846 | 1851 |
| ---- | ---- | ---- | ---- | ---- | ---- | ---- | ---- | ---- |
| 368  | 326  | 395  | 349  | 319  | 355  | 357  | 347  | 312  |

| 1856 | 1861 | 1866 | 1872 | 1876 | 1881 | 1886 | 1891 | 1896 |
| ---- | ---- | ---- | ---- | ---- | ---- | ---- | ---- | ---- |
| 293  | 280  | 243  | 234  | 232  | 250  | 218  | 219  | 197  |

| 1901 | 1906 | 1911 | 1921 | 1926 | 1931 | 1936 | 1946 | 1954 |
| ---- | ---- | ---- | ---- | ---- | ---- | ---- | ---- | ---- |
| 189  | 205  | 199  | 178  | 164  | 151  | 159  | 166  | 166  |

| 1962 | 1968 | 1975 | 1982 | 1990 | 1999 | 2006 | 2011 | 2016 |
| ---- | ---- | ---- | ---- | ---- | ---- | ---- | ---- | ---- |
| 150  | 115  | 108  | 88   | 74   | 76   | 96   | 99   | 93   |

| 2021 | 2022 | - | - | - | - | - | - | - |
| ---- | ---- | - | - | - | - | - | - | - |
| 94   | 95   | - | - | - | - | - | - | - |

## Lieux et monuments
- Église Sainte-Anne, du XIIe siècle, classée au titre des monuments historiques par arrêté du 19 septembre 1930[28]. Un vitrail du XVe, trois bas-reliefs du XVIe et des lambris de demi-revêtement du XVIIIe sont classés au titre objet[29].
- Enceinte circulaire de la Baronnie[30], à l'est du village, près de l'église, occupé par une maison au XIXe siècle[31].
- Manoir des XVIIe et XVIIIe siècles.